# Orso Orsini (vescovo)
Orso Orsini (... – 1485) è stato un vescovo cattolico italiano.

## Biografia
Nel 1485 Orso Orsini fu nominato vescovo di Terni da papa Innocenzo VIII. Fu vescovo di Terni fino alla sua morte, avvenuta in quello stesso anno.